# Helige Ande, sanningens Ande
Helige Ande, sanningens Ande är en pingstpsalm från 1816 av J.O. Wallin, till en koral från 1568 av Antonio Scandello. Koralen förekommer i 1695 års psalmbok till texten Lofsiunger Herran, lofsiunger Herran, "Lobet den Herren, der ist sehr freundlisch" av Nicolaous Selnecker.

## Publicerad i
- 1819 års psalmbok som nr 131 under rubriken "Den Helige Andes nåd".
- 1937 års psalmbok som nr 131 under rubriken "Pingst".
- 1986 års psalmbok som nr 365 under rubriken "Anden, vår hjälpare och tröst".
- Finlandssvenska psalmboken 1986 som nr 113 under rubriken "Pingst".